# Hilário Franco Junior
Hilário Franco Júnior (São Paulo, 15 de novembro de 1948) é um historiador brasileiro, especialista em Idade Média.

## Carreira
Historiador, formou-se em bacharel pela USP (1976), doutorado na mesma universidade (1982) e pós-doutorado com Jacques Le Goff na École des Hautes Études en Sciences Sociales (1993). Especialista em Idade Média Ocidental, seus interesses estão voltados particularmente para a cultura, a sensibilidade coletiva e a mitologia daquele período, bem como para as reflexões teóricas que fundamentam tais pesquisas. Dedica-se também à História Social do Futebol. É professor da USP. Já recebeu dois prêmios Jabuti. 

## Livros
- As Cruzadas. São Paulo Editora Brasiliense 1981
- Os três dedos de Adão. São Paulo: Editora da Universidade de São Paulo, 2010.
- A dança dos deuses. Futebol, sociedade, cultura. São Paulo: Cia. das Letras, 2007.
- A Idade Média, nascimento do Ocidente. 5a. ed. São Paulo: Brasiliense, 2006.
- O ano 1000. Tempo de medo ou de esperança?. São Paulo: Companhia das Letras, 1999.
- Cocanha. A História de um país imaginário. S.Paulo: Companhia das Letras, 1998.